# لا پبلا د کلارامونت
لا پبلا د کلارامونت (به اسپانیایی: La Pobla de Claramunt) یک شهرستان در اسپانیا است که در کاتالونیا واقع شده‌است.

## خصوصیات
لا پبلا د کلارامونت ۱۸٫۵۳ کیلومترمربع مساحت و ۲٬۱۹۳ نفر جمعیت دارد و ۲۴۶ متر بالاتر از سطح دریا واقع شده‌است.